# المستقبل البعيد في الخيال
المستقبل البعيد في الخيال (بالإنجليزية: Far future in fiction). لقد تم استخدام المستقبل البعيد كخلفية في العديد من أعمال الخيال العلمي. ظهرت فكرة المستقبل البعيد في أواخر القرن التاسع عشر، حيث كان الكُتّاب في العصور السابقة يفتقرون إلى فهم عميق لمفاهيم مثل الزمن السحيق وتأثيراته على الطبيعة البشرية. من الأمثلة الكلاسيكية على هذا النوع من الأدب أعمال مثل "آلة الزمن" لهربرت جورج ويلز (1895) و"آخر الرجال وأولهم" لأولاف ستابليدون (1930). تتكرر في هذا النوع من الأدب موضوعات مثل اليوتوبيات، وعلم الآخرات، أو المصير النهائي للكون. كما تتداخل العديد من هذه الأعمال مع أنواع أدبية أخرى مثل أوبرا الفضاء، والفنتازيا العلمية، وأدب نهاية العالم وما بعده.

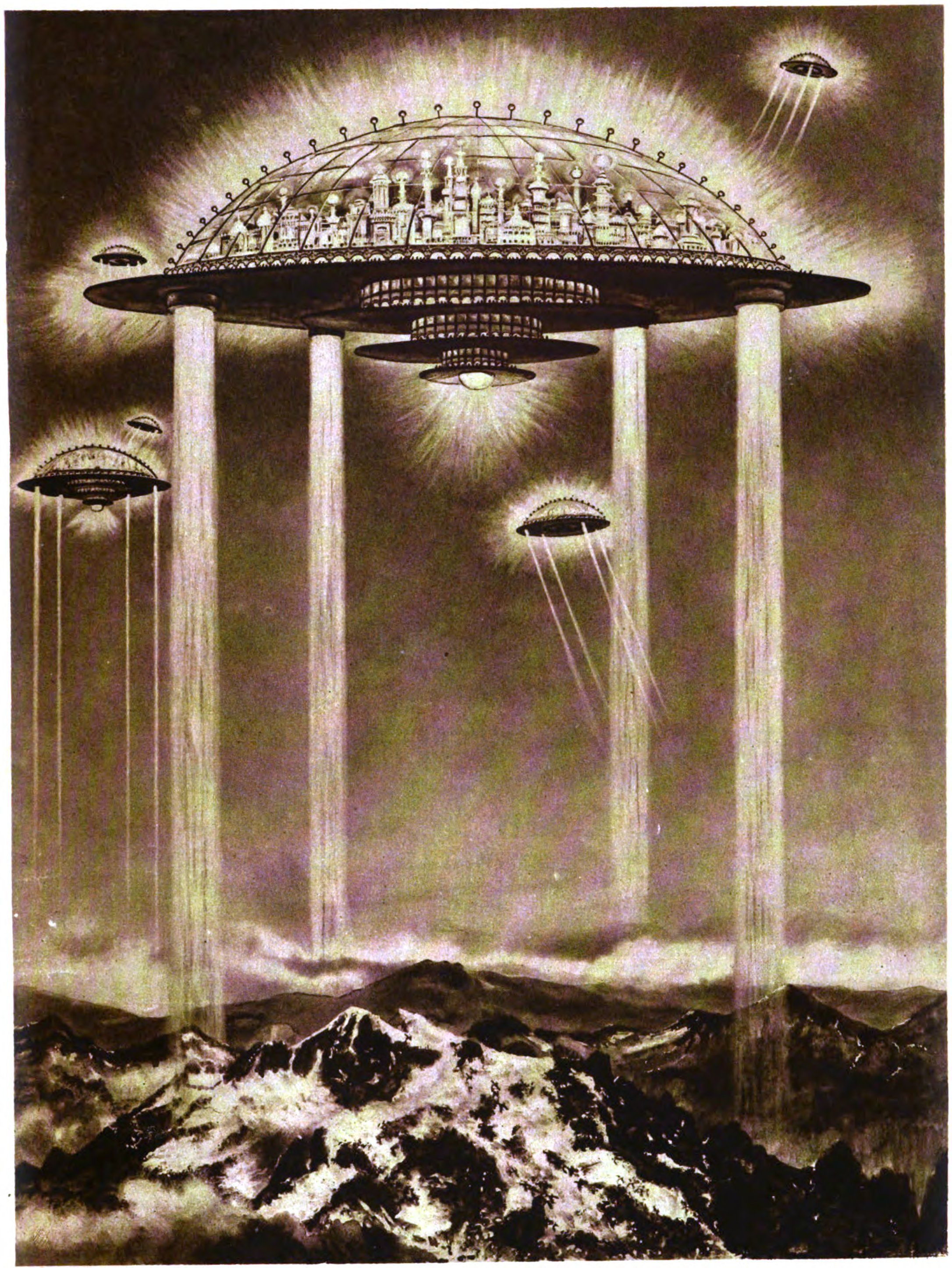
رؤية خيالية من عام 1922 لمدينة عائمة بعد 10000 عام لهوغو جيرنزباك

## أصول النوع الأدبي
يؤكد برايان ستابلفورد وديفيد لانجفورد أن هذا النوع الأدبي لم يكن ليظهر إلا بعد فهم الحجم الحقيقي للزمن الجيولوجي، ونظرية التطور وتأثيراتها الكاملة على الطبيعة البشرية. وبالمثل، يربط راسيل بلاكفورد ظهور هذا النوع بالمفهوم الحديث للزمن السحيق.

## أمثلة
تعود أقدم القصص في هذا النوع الأدبي إلى نهاية القرن التاسع عشر، حيث تشمل أعمالاً مثل "عصر البلور" للكاتب ويليام هدسون (1887) و"آلة الزمن" للكاتب هربرت جورج ويلز (1895). ومن بين الأمثلة الكلاسيكية التي ظهرت في النصف الأول من القرن العشرين، نجد "آخر الرجال وأولهم" لأولاف ستابليدون (1930) و"ضد سقوط الليل ‏" للكاتب آرثر سي. كلارك (1948). أما الأمثلة الأحدث، فتتضمن "بيت زجاجي ‏" لبرايان ألديس (1962)، وسلسلة "الراقصون في نهاية الزمن ‏" لمايكل موركوك (1972–1976)، وسلسلة "تسلسل زيلي ‏" لستيفن باكستر (1986 وحتى الآن)، وثلاثية "الالتقاء" لبول جي. ماكولي (1997–1999)، وسلسلة "فضاء الرؤى ‏" لـ ألاستير رينولدز (2000 وحتى الآن)، بالإضافة إلى العديد من الأعمال التي كتبها روبرت سيلفربرغ، ودوريس بيسيرشيا، ومايكل ج. كوني.
انطلق نمط الفنتازيا للمستقبل البعيد بقصص "زوثيك ‏" للكاتب كلارك أشتون سميث، التي تُعتبر تجسيداً لهذا النمط، حيث تم نشر أول عمل في السلسلة عام 1932. ومن بين المؤلفين الآخرين الذين تركوا بصمة في هذا النمط نجد جاك فانس مع عمله "الأرض المحتضرة ‏" (1950)، وداميان برودريك مع "عالم الساحر" (1970)، وجين ولف مع "كتاب الشمس الجديدة ‏" (1980).
تم تجميع القصص القصيرة التي تتناول المستقبل البعيد في عدة مجموعات، منها "المستقبلات البعيدة" (1997) و"مليون ميلادي ‏" (2006).

## المواضيع
من الصعب تحديد مفهوم المستقبل البعيد بدقة، ولكن العنصر المشترك في هذه القصص يكمن في تصوير المجتمع الذي أصبح مختلفًا تمامًا عن الزمن الحاضر لدرجة يصعب التعرف عليه. ولفت جورج مان إلى أن المواضيع المتكررة في أعمال المستقبل البعيد تتمثل في "الإنتروبيا والانحلال".
يُعد مستقبل تطور الإنسان موضوعًا كلاسيكيًا، ويعيد للأذهان رواية "آلة الزمن" لـ هـ.ج. ويلز التي تصور انقسام البشر إلى نوعين فرعيين هما: الإيلوي ‏ و المورلوكس ‏. واستنادًا إلى هذه الفكرة، استكشفت العديد من الأعمال اللاحقة مستقبلات يمكن أن يتطور فيها البشر إلى أشكال من الطاقة غير المادية أو البرمجية، ومعالجة هذا الموضوع بشكل معمق.
موضوع ما بعد الكارثة يتكرر كثيرًا، ويتعلق بنوع "الأرض المحتضرة ‏" أو قمع البشر من قبل كائنات أقوى، مثل الروبوتات ‏ أو الذكاء الاصطناعي أو الكائنات الفضائية في الخيال المتقدمة تقنيًا أو كائنات شبيهة بالآلهة من الطاقة الخالصة. في الحالات التي لا يتم فيها القضاء على البشرية، تظهر موضوعات السفر في الفضاء والسفر عبر الزمن بشكل متكرر، كأدوات للحضارات المستقبلية المتقدمة تقنيًا. كما أن موضوع السفر في الفضاء يتداخل مع الأعمال الملحمية في نوع "أوبرا الفضاء".
يحاول بعض المؤلفين رسم تصور لتاريخ مستقبلي للبشرية أو حتى للكون، وكان من بين أولى المحاولات في هذا المجال عمل الكاتب أولاف ستابليدون، الذي نشر عمله الكلاسيكي في عام 1930 بعنوان "آخر الرجال وأولهم: قصة المستقبل القريب والبعيد".
في بعض الأحيان، يتحول نوع المستقبل البعيد من الخيال العلمي إلى الفنتازيا، ويعرض مجتمعًا تراجعت حضارته لدرجة أن التقنيات القديمة أصبحت غير مفهومة وتُعتبر كالسحر. يُعرف هذا النوع أحيانًا بـ "فنتازيا المستقبل البعيد" وله تشابه جزئي مع نوع الفنتازيا العلمية. كذلك، تشكل بقايا الماضي التكنولوجي التي تبرز في بيئة أكثر بدائية، والمفهومة باسم "الأرض المدمرة"، واحدة من أقوى رموز الخيال العلمي.
قام المؤرخ وعالم الاجتماع الهولندي فرد بولاك بتقسيم الأعمال التي تتناول المستقبل إلى "مستقبل النبوءة" و"مستقبل القدر". الأولى تُركز على الحاضر، وتستخدم المستقبل للتحذير من المخاطر الراهنة، وغالبًا ما تتناول موضوعات الديستوبيا. بينما تسعى الثانية لاستكشاف موضوعات فلسفية، كاليوتوبيات والإسكاتولوجيا أو المصير النهائي للكون.
لاحظ جورج مان أن هذا النوع الأدبي قد أسفر عن "الكثير من القصص الرمزية أو الأخلاقية الممتازة". وقد وافق راسيل بلاكفورد على هذا الرأي، لكنه أضاف أن "بعض النقاد" يعتبرون أن روايات المستقبل البعيد تحمل "نزعة محافظة جوهرية" و"تفتقر إلى الأهمية الاجتماعية"، بالمقارنة مع القصص التي تتناول المستقبل القريب ‏. كما أشار إلى أن التنبؤات الواقعية بشأن المستقبل البعيد تُعتبر مستحيلة، حيث سيكون من الصعب علينا فهم مستقبل البشرية، إذا وُجد، من المحتمل أن يكون خارج نطاق فهمنا.

## أنظر أيضًا
- خيال علمي صعب
- نقطة أوميغا
- تفرد تقني
- خط زمني للمستقبل البعيد
- المستقبل البعيد في الدين [الإنجليزية]‏
- المستقبل القريب في الخيال [الإنجليزية]‏